# Larry Owens (acteur)
Pour les articles homonymes, voir Larry Owens et Owens.
Larry Owens est un comédien, acteur, écrivain et chanteur américain. Il a reçu un Lucille Lortel Award et un Drama Desk Award pour sa performance principale dans la comédie musicale off-Broadway A Strange Loop. Owens a joué dans des émissions de télévision telles que Search Party, High Maintenance, Modern Love et Abbott Elementary.

## Biographie

### Jeunesse et éducation
Owens est né et a grandi à East Baltimore, au Maryland. Il a nommé Hairspray comme une comédie musicale qu'il a vue grandir et qui l'a aidé à voir le théâtre musical comme un cheminement de carrière. Il aimait le travail de Stephen Sondheim et a nourri son intérêt au camp des arts de la scène Stagedoor Manor.
Il s'est formé au théâtre d'acteur et d'improvisation à l'école de Steppenwolf et a nommé Tarell Alvin McCraney, Amy Morton et K. Todd Freeman comme certains de ses instructeurs.
Owens a déménagé à New York en 2015 pour poursuivre sa carrière professionnelle dans les arts de la scène. Il a été bénévole à la Musical Theatre Factory et s'y est lié avec le dramaturge Michael R. Jackson, qui a écrit A Strange Loop.

### Carrière

#### Théâtre
Owens a joué dans les productions théâtrales musical Spamilton et Gigantic. Il s'est également produit pour le Cabernet Cabaret de Catherine Cohen et a animé sa propre émission mensuelle Decolonize Your Mind avec Karen Chee.
En 2019, il a gagné en notoriété et a été acclamé par la critique pour sa performance dans A Strange Loop de Michael R. Jackson, joué hors de Broadway à Playwrights Horizons et réalisé par Stephen Brackett,. Vinson Cunningham a fait l'éloge de sa performance dans The New Yorker : « Owens ... interprète les chansons de Jackson avec puissance, humour et pathétisme, comblant les lacunes textuelles de la caractérisation d'Usher avec une vie entière de maniérisme et de style. » Pour sa performance, il a remporté un Lucille Lortel Award et un Drama Desk Award for Outstanding Actor in a Musical, entre autres récompenses,.
En juillet 2021, il a joué dans le spectacle solo original Sondheimia, présenté au Feinstein's/54 Below.

#### Télévision
Owens était rédacteur pour le jeu télévisé truTV Paid Off. Il a joué dans la saison q uatre de High Maintenance ainsi que dans les émissions de télévision Search Party, Abbott Elementary, Dash and Lilly, Life & Beth et Modern Love,,,. Il est doubleur dans la série animée Fairfax d'Amazon.

## Vie privée
Owens est homosexuel.

## Théâtre
| An        | Titre          | Rôle                                                                                          | Emplacement                   | Remarques                                   | Réf    |
| --------- | -------------- | --------------------------------------------------------------------------------------------- | ----------------------------- | ------------------------------------------- | ------ |
| 2012      | Fat Camp       | Darnel                                                                                        | Théâtre américain des acteurs | Hors de Broadway                            | [ 14 ] |
| 2014      | Grease         | Roger                                                                                         | Le Muny                       |                                             | [ 15 ] |
| 2014      | Dreamgirls     | Tiny Joe Dixon / Régisseur TV / The Five Tuxedos / Film Executive / Security Guard / Ensemble | Théâtre Gerding à l'Armurerie |                                             | [ 15 ] |
| 2015      | Gigantic       | Darnel                                                                                        | Théâtre du Vignoble           | Hors de Broadway                            | [ 14 ] |
| 2016-2017 | Spamilton      | Sondheim / La petite orpheline Annie                                                          | Théâtre de la Triade          | Hors de Broadway                            | [ 16 ] |
| 2017-2018 | Spamilton      | Sondheim / La petite orpheline Annie                                                          | Théâtre itinérant portoricain | Hors de Broadway                            | [ 17 ] |
| 2019      | A Strange Loop | Huissier                                                                                      | Horizons des dramaturges      | Hors de Broadway                            | [ 2 ]  |
| 2021      | Sondheimia     | Protagoniste                                                                                  | Feinstein/54 ci-dessous       | exposition personnelle; également écrivain. | [ 18 ] |

## Filmographie

### Télévision
- 2020 : Betty : Devereaux[4]
- 2020 : High Maintenance : Arnold[2]
- 2020 : Le grand travail commence : Scènes d'anges en Amérique, téléfilm : Bélize[19]
- 2020 : Helpsters : Billy Bug [20]
- 2020 : Dash and Lilly : Guide artistique[4]
- 2021 : Modern Love : Toby Dooley[12]
- 2021 : Fairfax : Jules (voix)[13]
- 2021–2022 : Groupe de recherche : Idiot / Ritchie[11]
- 2022 : La vie et Beth : Clark[21]
- 2022 : École primaire Abbott : Zack[10]

### Cinéma
- 2018 : To Dust : Stanley[22]
- 2019 : Last Ferry : Shane[22]
- Post-production : Silent Retreat : Éric[23]
- 2023 : Dumb Money de Craig Gillespie : Chris

### Court-métrage
- 2018 : A Chest of Drawers : Barnabé Cromwell[24]
- 2021 : Puppet Me : Hôte[25]

## Récompenses et nominations

### Récompenses
- 2020 : Outer Critics Circle Award pour acteur exceptionnel dans une comédie musicale pour A Strange Loop[4]
- 2020 : prix Lucille Lortel du meilleur acteur principal dans une comédie musicale pour A Strange Loop[26]
- 2020 : Drama Desk Award pour acteur exceptionnel dans une comédie musicale pour A Strange Loop[4]

### Nominations
- 2019 : Antonyo Award du meilleur acteur dans une comédie musicale Off-Broadway pour A Strange Loop[27]
- 2020 : Drama League, Distinguished Performance Award pour A Strange Loop[28]